# فحام
الفَحَّام هو الشخص الذي تتمثل مهنته في تصنيع الفحم. ويجري ذلك تقليديًا بتفحيم الخشب في كومة التفحيم أو قمين.
حرق الفحم من أقدم الحرف البشرية. المعرفة المكتسبة من هذه الصناعة لا تزال تساهم في حل مشاكل الطاقة اليوم. أُدرجت مهنة حرق الفحم وتقطير القطران في ديسمبر/كانون الثاني عام 2014 في سجل التراث الثقافي غير المادي في ألمانيا نظرًا لأهميتا التاريخية والثقافية.